# Fritz Fliedner
Fritz Fliedner, född 1845, död 1901, var en tysk präst. Han var son till Theodor Fliedner.
Fliedner verkade för Spaniens evangelisering, och grundade flera evangeliska församlingar, ungdomshem, barnhem med mera i landet, och organiserade de spanska evangeliska församlingarnas sammanslutning till Iglesia evangélica enspañola.